# Врхпоље
Врхпоље је насеље у Србији у општини Љубовија у Мачванском округу. Према попису из 2022. било је 788 становника.
Овде се налазе Етно село „Врхпоље” и Црква Светог пророка Јеремије у Врхпољу.

## Демографија
У насељу Врхпоље живи 765 пунолетних становника, а просечна старост становништва износи 39,8 година (38,2 код мушкараца и 41,7 код жена). У насељу има 316 домаћинстава, а просечан број чланова по домаћинству је 3,12.
Ово насеље је великим делом насељено Србима (према попису из 2002. године).
|  |

| Демографија | Демографија | Демографија |
| Година      | Становника  | Становника  |
| ----------- | ----------- | ----------- |
| 1948.       | 1.369       |             |
| 1953.       | 1.378       |             |
| 1961.       | 1.389       |             |
| 1971.       | 1.201       |             |
| 1981.       | 1.201       |             |
| 1991.       | 1.034       | 1.030       |
| 2002.       | 985         | 992         |

| Етнички састав према попису из 2002.‍ | Етнички састав према попису из 2002.‍ | Етнички састав према попису из 2002.‍ | Етнички састав према попису из 2002.‍ | Етнички састав према попису из 2002.‍ |
| ------------------------------------ | ------------------------------------ | ------------------------------------ | ------------------------------------ | ------------------------------------ |
|                                      |                                      |                                      |                                      |                                      |
| Срби                                 | Срби                                 |                                      | 976                                  | 99,08%                               |
| Црногорци                            | Црногорци                            |                                      | 3                                    | 0,30%                                |
| Словенци                             | Словенци                             |                                      | 1                                    | 0,10%                                |
| Мађари                               | Мађари                               |                                      | 1                                    | 0,10%                                |
| Албанци                              | Албанци                              |                                      | 1                                    | 0,10%                                |
| непознато                            | непознато                            |                                      | 3                                    | 0,30%                                |

| Година пописа     | 1948. | 1953. | 1961. | 1971. | 1981. | 1991. | 2002. |
| ----------------- | ----- | ----- | ----- | ----- | ----- | ----- | ----- |
| Број домаћинстава | 210   | 208   | 227   | 234   | 263   | 281   | 316   |

| Број чланова      | 1  | 2  | 3  | 4  | 5  | 6  | 7 | 8 | 9 | 10 и више | Просек |
| ----------------- | -- | -- | -- | -- | -- | -- | - | - | - | --------- | ------ |
| Број домаћинстава | 48 | 80 | 54 | 85 | 27 | 15 | 6 | 1 | 0 | 0         | 3,12   |

| Пол    | Укупно | Неожењен/Неудата | Ожењен/Удата | Удовац/Удовица | Разведен/Разведена | Непознато |
| ------ | ------ | ---------------- | ------------ | -------------- | ------------------ | --------- |
| Мушки  | 416    | 124              | 260          | 26             | 3                  | 3         |
| Женски | 388    | 50               | 265          | 65             | 5                  | 3         |
| УКУПНО | 804    | 174              | 525          | 91             | 8                  | 6         |

| Пол    | Укупно                    | Пољопривреда, лов и шумарство | Рибарство                            | Вађење руде и камена | Прерађивачка индустрија       |
| ------ | ------------------------- | ----------------------------- | ------------------------------------ | -------------------- | ----------------------------- |
| Мушки  | 250                       | 130                           | 0                                    | 4                    | 38                            |
| Женски | 137                       | 96                            | 0                                    | 0                    | 9                             |
| УКУПНО | 387                       | 226                           | 0                                    | 4                    | 47                            |
| Пол    | Производња и снабдевање   | Грађевинарство                | Трговина                             | Хотели и ресторани   | Саобраћај, складиштење и везе |
| Мушки  | 7                         | 20                            | 8                                    | 5                    | 7                             |
| Женски | 2                         | 0                             | 13                                   | 3                    | 0                             |
| УКУПНО | 9                         | 20                            | 21                                   | 8                    | 7                             |
| Пол    | Финансијско посредовање   | Некретнине                    | Државна управа и одбрана             | Образовање           | Здравствени и социјални рад   |
| Мушки  | 0                         | 0                             | 7                                    | 9                    | 4                             |
| Женски | 1                         | 0                             | 1                                    | 9                    | 0                             |
| УКУПНО | 1                         | 0                             | 8                                    | 18                   | 4                             |
| Пол    | Остале услужне активности | Приватна домаћинства          | Екстериторијалне организације и тела | Непознато            | Непознато                     |
| Мушки  | 3                         | 0                             | 0                                    | 8                    | 8                             |
| Женски | 0                         | 0                             | 0                                    | 3                    | 3                             |
| УКУПНО | 3                         | 0                             | 0                                    | 11                   | 11                            |